# La congiuntura
La congiuntura è un film del 1965 diretto da Ettore Scola.

## Trama
Il principe Giuliano Maria Niccolani Burgos, rampollo di una antica famiglia dell'aristocrazia papalina, conosce un'affascinante giovane donna inglese di nome Jane in un night club a Roma e se ne invaghisce. La giovane donna convince il principe ad accompagnarla in un viaggio a Lugano. Il principe non si accorge del sotterfugio orchestrato dall'amante di Jane: utilizzare l'autovettura del nobile Giuliano Maria per esportare illegalmente un milione di dollari.
Durante il viaggio la Mercedes del principe viene rubata a Rapallo, in Liguria, gettando nella disperazione la giovane donna inglese. Dopo aver sporto denuncia su particolare insistenza di Jane, i due rientrano in possesso dell'autovettura grazie all'intervento di un piccolo criminale locale. Il principe Giuliano e Jane si rimettono pertanto in viaggio per la Svizzera. Arrivati alla frontiera, vengono fermati da due finanzieri in seguito ad una segnalazione della polizia italiana sulla possibilità che l'autovettura fosse rubata.
Il principe Giuliano, ignaro della presenza del milione di dollari, li tranquillizza confermando che egli è il proprietario, e grazie alla targa del corpo diplomatico e ai suoi modi cortesi riesce ad evitare ulteriori accurate perquisizioni. Superata indenne la frontiera, dopo qualche chilometro, il principe effettua una fermata per rifornirsi di carburante; nell'occasione Jane approfitta per telefonare da un vicino bar, adducendo a pretesto di voler avvisare la zia, residente in Svizzera, del suo prossimo arrivo. Ma Giuliano, entrato nel bar alla fine del rifornimento, sente parte della conversazione telefonica di Jane che, in realtà, non contattava la zia ma l'amante, vero organizzatore del piano per contrabbandare il denaro.
Svelata la verità, Jane approfitta per fuggire sottraendo la vettura al principe al fine di raggiungere presso l'albergo svizzero convenuto l'amante stesso. A questo punto Giuliano non si perde d'animo e, richiesto un passaggio ad una lussuosa limousine guidata da una anziana aristocratica, si getta all'inseguimento di Jane. Alla fine la raggiunge proprio presso l'albergo di destinazione dove la trova insieme all'amante.
Dopo una serie di animati confronti, l'uomo, ritenendo di aver con sé il denaro in una valigia, fugge dall'albergo lasciandovi Jane, con lo scopo di fuggire con il bottino ingannando la ragazza, usata in realtà come semplice mezzo per ottenere il denaro. Il principe, dopo un rocambolesco inseguimento, vede fuggire l'uomo in treno. Non gli rimane che tornare in albergo dove ritrova Jane che, capito il gioco ha, a sua volta, ingannato il truffatore trattenendo il denaro per condividerlo con Giuliano, di cui si è nel frattempo innamorata.